# おふこうさん
『おふこうさん』は、NHK BSプレミアムで2014年1月7日から毎週火曜23:15 - 23:45（プレミアムよるドラマ枠）に放送されていた日本のテレビドラマ。主演は貫地谷しほり。
キャッチコピーは「恋に、仕事に、どつぼにはまる。毎度、多大なるお不幸をおかけします。」。

## あらすじ
生まれた時から自分とその身辺に不幸な出来事が次々と起こるため、千倉つぐみは地元で「不幸の嵐を呼ぶ女」と呼ばれる。妹の結婚を機に、そんな状況を打開しようと上京するが、就職先の会社へ向かう途中に出会った車を橋から転落させてしまう。その車を運転したのは新しいコンセプトの会社を経営している栄だった。栄は治療を受けていた病院で会ったつぐみを一目で気に入ってしまう。栄はつぐみに車の弁償をせまり、その返済を自分の会社で働いて返すよう説得。つぐみは会社の秘書として雇われる事になる。

## キャスト

### アニュ
千倉 つぐみ（ちくら つぐみ）〈28〉
演 - 貫地谷しほり
コワーキングスペース・アニュの秘書。何をやってもよい結果にならず、地元の小田原を離れ、東京で心機一転を図る。これまでの不幸経験から、ついネガティブな妄想をする癖がある。伏山に「おふこうさん」と命名される。
栄 幸之助（さかえ こうのすけ）〈39〉
演 - 萩原聖人
起業家たちが集まるレンタルオフィス、コワーキングスペース・アニュのオーナー。偶然つぐみと出会ったが、車で事故を起こす。つぐみに一目ぼれしてしまうが、車の弁償を口実につぐみを自分の会社で働かせる。
大西 愛里（おおにし あいり）〈25〉
演 - 木南晴夏
合コンなどの恋愛ビジネスを手がける会社。ギャルズナナハンクラブ社長。
濱崎 透（はまざき とおる）〈29〉
演 - 澤部佑（ハライチ）
ヘアメークアーチスト。オネエ言葉で話す。
片岡 大介（かたおか だいすけ）〈24〉
演 - 永瀬匡
支援団体・NAKAMAの幹部。いろいろな社会問題を取り扱う。
小金沢 銀次（こがねざわ ぎんじ）〈36〉
演 - 大倉孝二
小金沢プロモーション社長。怪しい商品を扱う。
伏山 誠治（ふしやま せいじ）〈60〉
演 - 伊武雅刀
伏山探偵事務所を経営。

### 千倉家
千倉 咲子（ちくら さきこ）
演 - 野村麻純
つぐみの妹。
千倉 善幸（ちくら よしゆき）
演 - 矢島健一
つぐみの父。
千倉 香苗（ちくら かなえ）
演 - 佐藤直子 (女優)
つぐみの母。
タイトル語り
声 - 横堀悦夫

### ゲスト

#### 第2話
茉莉香ナランペックモコペック（まりか）
演 - 芹那
国民的スーパーオバカアイドル。
その他 - 辰巳智昭、堀田勝、伊藤茂樹、山本裕一、小笠原竜哉、イワンソンツェフ（写真）

#### 第3話
伏山 幸子（ふしやま さちこ）
演 - 保田圭
沢村（さわむら）
演 - 載寧龍二

#### 第4話
オニッポリくん
赤田 朱男（あかた あかお）
演 - 本多遼

#### 第5話
富田 和夫（とみた かずお）
演 - 野間口徹

#### 第6話
藤咲 すみれ（ふじさき すみれ）
演 - 月船さらら

#### 第7話
西園寺 健（さいおんじ けん）
演 - 牧田哲也

## スタッフ
- 作 - 福原充則、北川亜矢子、吉田ウーロン太
- 演出 - 竹村謙太郎、田沢幸治（ドリマックス）
- 主題歌 - ねごと「真夜中のアンセム」
- 撮影 - 布川潤一
- 照明 - 土居賢太郎
- VE - 館野晃一
- 音声 -　福田陽輔
- 編集 - 磯貝篤、山田典久
- 選曲 - 遠藤浩二
- 美術 - 多田明日香、塚本志穂、田中智子
- CG制作 - 鈴木英雄
- 制作統括 - 後藤高久（NHKコンテンツ開発センター）、浅野敦也（ドリマックス）
- 制作著作 - NHK・ドリマックス

## 放送日程
| 放送回 | 放送日  | サブタイトル         | 脚本           | 演出       |
| ------ | ------- | -------------------- | -------------- | ---------- |
| 第1回  | 1月07日 | 不幸の嵐を呼ぶ女     | 福原充則       | 竹村謙太郎 |
| 第2回  | 1月14日 | 引退に追い込む女     | 福原充則       | 竹村謙太郎 |
| 第3回  | 1月21日 | 結婚を台無しにする女 | 北川亜矢子     | 竹村謙太郎 |
| 第4回  | 1月28日 | 赤く染める女         | 吉田ウーロン太 | 田沢幸治   |
| 第5回  | 2月04日 | おふこうコンパ       | 福原充則       | 田沢幸治   |
| 第6回  | 2月11日 | 上を向いておふこう   | 吉田ウーロン太 | 岡野宏信   |
| 第7回  | 2月18日 | 隕石を呼ぶ女         | 北川亜矢子     | 田沢幸治   |
| 最終回 | 2月25日 | おしあわせに         | 福原充則       | 竹村謙太郎 |